# EuroCRIS
euroCRIS es una asociación internacional sin fines de lucro, fundada en 2002 con el fin de reunir a expertos en la gestión de información de investigación y sistemas de gestión de información de investigación (CRIS, por sus siglas en inglés). La oficina de euroCRIS está ubicada en Nijmegen (Países Bajos).
euroCRIS mantiene el estándar CERIF (Formato Común Europeo de Información de Investigación) para permitir la interoperabilidad entre sistemas CRIS. El formato CERIF está respaldado por la Comisión Europea y es desarrollado y mantenido por el Grupo de trabajo CERIF de euroCRIS.
La misión de euroCRIS es fomentar la cooperación y el intercambio de conocimientos en la comunidad mundial de información sobre investigación, y promover la interoperabilidad de la información de investigación a través del estándar CERIF. Las áreas de actividad adicionales también incluyen, entre otras, la adopción de sistemas CRIS por parte de las partes interesadas, infraestructuras de información de investigación a nivel institucional, regional, nacional e internacional, mejores prácticas en interoperabilidad de sistemas y el uso e implementación de estándares en sistemas CRIS, como identificadores, formatos, semántica, vocabularios controlados, etc.
Un instrumento clave para el intercambio de información impulsado por la comunidad son los eventos internacionales organizados regularmente por euroCRIS. Estos incluyen las Conferencias CRIS bienales y las Reuniones de Membresía bianuales. Los resultados de todos estos eventos se archivan sistemáticamente en el repositorio de acceso abierto de euroCRIS basado en una plataforma de software DSpace-CRIS. El evento euroCRIS más reciente después de una pausa de dos años y medio debido a la pandemia de Covid-19 fue la Conferencia CRIS2022 celebrada del 12 al 14 de mayo de 2022 en Dubrovnik (Croacia).

## El DRIS de euroCRIS
Una de las principales áreas de actividad de euroCRIS consiste en el mantenimiento del Directorio de Sistemas de Información de Investigación (en inglés, DRIS). El DRIS es un directorio internacional de sistemas CRIS que actualmente muestra (a partir de junio de 2022) cerca de 1200 entradas. La gran mayoría de los registros DRIS describen sistemas CRIS institucionales, pero también hay un buen número de instancias de CRIS regionales y nacionales, CRIS disciplinarios y financiadores de investigación. Los detalles de las nuevas entradas de DRIS generalmente los proporcionan las instituciones o los proveedores de CRIS, por lo que el DRIS sigue siendo un trabajo en progreso en esta etapa: si bien ya proporciona una instantánea completa de la infraestructura CRIS disponible en todo el mundo, aún está lejos de estar completo.